# Proterozoik
Proterozoik (algonk, eozoik) 
- w sensie geochronologicznym: trzeci eon w dziejach Ziemi, młodszy od hadeiku i archaiku a starszy od fanerozoiku. Proterozoik trwał około dwóch miliardów lat (od około 2,5 mld do 542 mln lat temu). Dzieli się na trzy ery: paleoproterozoik, mezoproterozoik i neoproterozoik.

- w sensie chronostratygraficznym: drugi eonotem, wyższy od archaiku, niższy od fanerozoiku. Proterozoik dzieli się na trzy eratemy: paleoproterozoik, mezoproterozoik i neoproterozoik.

## Klimat
Klimat podlegał silnym zmianom na początku i na końcu proterozoiku: wystąpiły dwa okresy ekstremalnie silnych, być może nawet globalnych zlodowaceń (hipoteza Ziemi-śnieżki). Około 2,3 mld lat temu nastąpiło zlodowacenie hurońskie, związane ze wzrostem zawartości tlenu w atmosferze. W środkowej części eonu klimat przez około miliard lat był bardzo stabilny, ciepły, brak jest osadów lodowcowych. Eon zakończyła seria zlodowaceń w okresie od 750 mln do 580 mln lat temu (kriogen oraz środkowy ediakar), po której doszło do radiacji zwierząt wielokomórkowych.

## Geologia
Skorupa ziemska powoli stawała się grubsza i stabilniejsza, nasiliły się procesy sedymentacji, dzięki którym pojawiły się skały osadowe. W tym długim czasie nastąpiło kilka orogenez, które spowodowały metamorfozę wcześniej powstałych utworów osadowych, wulkanicznych i po części plutonicznych, oraz kilka etapów niszczenia gór. Były to: orogeneza algomijska na pograniczu archaiku i proterozoiku, orogeneza karelska, hudsońska, penakaen, grenwilska, dalslandzka, katangijska, kadomska (kadomijska, assyntyjska), bajkalska. Początkowo atmosfera ziemska była pozbawiona tlenu. Dzięki rozwojowi życia, pod koniec proterozoiku nastąpił znaczny wzrost zawartości tlenu w atmosferze.

## Życie
W proterozoiku wyewoluowały pierwsze jądrowce (prawdopodobnie 1,2 mld lat temu). Zwierzęta żyją od ostatniego okresu tego eonu - ediakaru. pochodzą najstarsze znaleziska kopalne zwierząt – prymitywnych tkankowców (fauna ediakarańska). W ediakarze pojawiły się jamochłony, gąbki, pierścienice, stawonogi. Z flory występowały wiciowce, zielenice i krasnorosty. Życie ograniczone było wyłącznie do morza. Środowiska ekstremalne powszechnie zasiedlały archeowce i bakterie.

## Skamieniałości
Skamieniałości z tego okresu są wyjątkowo rzadkie, co wiąże się z brakiem szkieletu u ówczesnych zwierząt. Wprawdzie nie udało się wyróżnić jednoznacznie skamieniałości przewodnich dla proterozoiku, ale wiele informacji o tamtym okresie dostarczyła tzw. fauna ediakarańska, o której wszakże trudno powiedzieć by występowała powszechnie, miała szerokie spektrum środowiskowe, szybko ewoluowała i była łatwa do identyfikacji – a to są cechy wyróżniające skamieniałości przewodnie.